# تونی سولر
تونی سولر (انگلیسی: Toni Soler؛ زادهٔ ۲۳ مارس ۱۹۹۲) بازیکن فوتبال اهل اسپانیا است.
از باشگاه‌هایی که در آن بازی کرده‌است می‌توان به نیومکزیکو یونایتد اشاره کرد.